# Porina corruscans
Porina corruscans är en lavart som först beskrevs av Rehm, och fick sitt nu gällande namn av R. Sant. Porina corruscans ingår i släktet Porina och familjen Porinaceae.   Inga underarter finns listade i Catalogue of Life.